# 하와이 준주
하와이 준주(Hawaii Territory)는 1898년 7월 7일부터 유니언에 50번째 주로 가맹한 1959년 8월 21일까지 존재한 미합중국의 자치령, 즉 준주이다. 〈하와이 승인법〉(The Hawaii Admission Act)은 하와이주가 팔미라섬, 미드웨이섬, 존스턴섬, 샌드섬 또는 킹맨 리프를 포함하지 않을 것임을 명시하고 있다.
미국 의회는 이전 하와이 왕국에서 하와이 공화국이 미합중국에 합병하는 〈뉴랜즈 결의안〉을 통과시켰다. 하와이 준주의 역사는 이 섬이 군법 하에 통제되던 제2차 세계 대전 기간인 1941년에서 1944년까지의 기간을 포함한다. 민간 정부가 해제되고, 군인 지사가 임명되었다.

## 같이 보기
- 하와이의 역사